# Leptostylus spiculatus
Leptostylus spiculatus là một loài bọ cánh cứng trong họ Cerambycidae.